# Frygt
 Der er for få eller ingen kildehenvisninger i denne artikel, hvilket er et problem. Du kan hjælpe ved at angive troværdige kilder til de påstande, som fremføres i artiklen.

Frygt er fravær af tryghed ved en ting, situation, hændelse eller person(er); en ubehagelig fornemmelse af at noget, reelt eller ej, truer eller er farligt. Frygt kan også beskrives som voldsomt ubehag ved visse forhold eller objekter så som: frygt for mørke, frygt for spøgelser eller frygt for dyr osv. Frygt er en af de grundlæggende følelser.
Frygt opleves med variation i grader fra person til person, og kan tage form af fobier. Hvis der ikke tages hånd om frygtproblemer kan de udvikle sig til alvorlige sociale problemer. Intens frygt kan føre til, at man begår irrationelle og/eller farlige handlinger.
Syn på ”nytteværdien” af frygt strækker sig fra, at det er en negativ følelse med udelukkende dårlige konsekvenser til, at frygt viser sin berettigelse ved faktisk at animere en til at handle i farlige situationer.
Frygt og forsvarsreaktioner håndteres af amygdala i hjernens tindingelap.

## Eksterne Links
- Slip angsten: Frygt eller angst?.

- Wikimedia Commons har flere filer relateret til Frygt